# The Annie Lennox Collection
The Annie Lennox Collection è la prima raccolta di successi della cantautrice britannica Annie Lennox. Contiene anche i due inediti Pattern of My Life e Shining Light.
È stata pubblicata il 6 marzo 2009 dall'etichetta discografica RCA.

## Tracce
1. Little Bird – 4:49
2. Walking on Broken Glass – 4:10
3. Why – 4:53
4. No More "I Love You's" – 4:52
5. Precious – 4:15
6. A Whiter Shade of Pale – 5:18
7. A Thousand Beautiful Things – 3:06
8. Sing – 4:20
9. Pavement Cracks – 5:09
10. Love Song for a Vampire – 4:19
11. Cold – 4:28
12. Dark Road – 3:47
13. Pattern of My Life – 4:26
14. Shining Light – 4:31

## Classifiche
| Paese             | Posizione raggiunta |
| ----------------- | ------------------- |
| Regno Unito       | 2                   |
| Irlanda           | 3                   |
| Norvegia          | 4                   |
| Italia            | 4                   |
| Nuova Zelanda     | 4                   |
| Danimarca         | 6                   |
| Australia         | 10                  |
| Germania          | 15                  |
| Polonia           | 21                  |
| Svizzera          | 23                  |
| Paesi Bassi       | 25                  |
| Austria           | 27                  |
| Belgio (Vallonia) | 28                  |
| Stati Uniti       | 34                  |
| Belgio (Fiandre)  | 41                  |